# Comedie dramatică
Comedie dramatică (un cuvânt telescopat din comedie și dramă) este un gen de operă dramatică (incluzând film, televiziune și teatru) în care elementele de intrigă sunt o combinație de comedie și dramă. Este un subgen de tragicomedie contemporană. Comedia dramatică se găsește mai ales în serialele și filmele de televiziune fiind considerată un „gen hibrid”.